# Matilde, Perico y Periquín
Matilde, Perico y Periquín va ser un serial radiofònic emmarcat en l'estil de comèdia costumista i produït per la cadena SER. La sèrie va començar el 26 de febrer de 1958 i no va acabar fins a la mort d'un dels seus protagonistes, Pedro Pablo Ayuso, el 1971. Estava patrocinada per Cola Cao, quelcom relativament nou en aquell moment.
L'autor de la sèrie va ser Eduardo Vázquez Carrasco,i posaren veu als personatges principals Matilde Conesa (Matilde), Matilde Vilariño (Periquín) i Pedro Pablo Ayuso (Perico), mentre que Carmen Martínez, Juana Ginzo i Agustín Ibáñez van interpretar-hi personatges secundaris. Els episodis, de 10 a 15 minuts, habitualment mostraven la vida quotidiana d'una família espanyola suposadament típica, en la qual els pares tractaven de no deixar veure el seu baix nivell de vida, només per a ser posats en evidència per la sinceritat del seu fill petit, per exemple davant la seva mestra (Donya Pepa Cifuentes) o davant la seva veïna manefla.

## Sinopsi
El serial, que va començar a emetre's en 1955, va tenir un enorme impacte en l'audiència espanyola, la qual cosa li va permetre mantenir-se en les ones durant 16 anys. A la tarda, cap al crepuscle, poc abans per a sopar, la família es pegava al receptor radiofònic per a escoltar un dels programes familiars que més èxit popular va tenir en aquells anys 50 i 60 a Espanya. Matilde, Perico y Periquín sempre acabava amb do Perico, és a dir, el papà de Periquín, cridant amb ironia, que amagava les seves veritables intencions, al nen: "Periquín guapo, ven aquí…!", perquè tota la trama d'aquest serial consistia a descriure'ns les entremaliadures que dia a dia cometia el petit Periquín.

## Premis
- Matilde Conesa va rebre sengles Premis Ondas,[7] els anys 1955 (pel seu paper a Matilde, Perico y Periquín), 1971 i 1999, a més del Premi de la Unión de Actores en 2006, (a Una vida de Doblaje 2006).
- Pedro Pablo Ayuso aconseguí dos Premis Ondas en 1960 i en 1971,[8] aquest últim a títol pòstum. Així com, en 1970, també va obtenir el Premi Antena de Oro per la seva labor radiofònica.
- Matilde Vilariño (especialitzada a posar a veu a nens) va rebre en 1960 el Premi Ondas com a millor actriu,[9] i, en 1967, el Premi Antena de Oro en la categoria de Ràdio.
- Juana Ginzo va obtenir el Premi Ondas a la millor actriu en 1957,[10] l'Antena de Oro en 1971, i la Medalla d'or al Mèrit en el treball en el 2005.

## Edicions
Algunes històries van ser editades en format de llibre infantil: Matilde Perico y Periquín (1958), Nuevas aventuras de Matilde, Perico y Periquín (1959), Periquín y sus amigos (1960), Periquín y Gustavín (1961), Nuevas andanzas de Periquín y Gustavín (1962). En 2000 foren reeditats per les editorials Edaf i Anaya.